# Saison 1955-1956 de la LIH
Saison précédente Saison suivante
La saison 1955-1956 est la onzième saison de la ligue internationale de hockey.
Les Mohawks de Cincinnati remportent la Coupe Turner pour une quatrième saison consécutive en battant les Mercurys de Toledo-Marion en série éliminatoire.

## Saison régulière
Les Jets de Johnstown quittent la ligue en début de saison pour rejoindre la Eastern Hockey League. Une nouvelle franchise s'ajoute à la ligue, soit les Chiefs d'Indianapolis. Les Mercurys de Toledo quant à eux prennent pour cette saison le nom des « Mercurys de Toledo-Marions ». 
C'est également l'année de l'apparition d'un nouveau trophée : le trophée James-Norris, remis au gardien ayant la plus faible moyenne de buts alloués durant la saison régulière. Le premier gagnant de cet honneur est le gardien des Bruins de Troy, Bill Tibbs.

### Classement de la saison régulière
| Clt   | Équipe                    | PJ | V  | D  | N | BP  | BC  | Pts |
| ----- | ------------------------- | -- | -- | -- | - | --- | --- | --- |
| +001, | Mohawks de Cincinnati     | 60 | 45 | 13 | 2 | 336 | 159 | 92  |
| +002, | Bruins de Troy            | 60 | 39 | 20 | 1 | 216 | 152 | 79  |
| +003, | Komets de Fort Wayne      | 60 | 29 | 29 | 2 | 272 | 219 | 60  |
| +004, | Mercurys de Toledo-Marion | 60 | 25 | 30 | 5 | 178 | 229 | 55  |
| +005, | Rockets de Grand Rapids   | 60 | 24 | 33 | 3 | 198 | 237 | 51  |
| +006, | Chiefs d'Indianapolis     | 60 | 11 | 48 | 1 | 126 | 330 | 23  |

- Champion de la saison régulière
- Qualifié pour les séries éliminatoires

### Meilleurs pointeurs
| Joueur         | Équipe     | PJ | B  | A  | Pts | Pun |
| -------------- | ---------- | -- | -- | -- | --- | --- |
| Max Mekilok    | Cincinnati | 59 | 38 | 62 | 100 | 37  |
| Billy Goold    | Cincinnati | 60 | 32 | 62 | 94  | 30  |
| Pete Wywrot    | Fort Wayne | 60 | 26 | 64 | 90  | 36  |
| Gary Edmundson | Cincinnati | 56 | 35 | 52 | 87  | 95  |
| Reg Grigg      | Cincinnati | 56 | 32 | 50 | 82  | 25  |
| Bun Smith      | Cincinnati | 59 | 37 | 44 | 81  | 45  |
| Joe Kastelic   | Fort Wayne | 60 | 35 | 36 | 71  | 52  |
| Warren Hynes   | Cincinnati | 60 | 39 | 31 | 70  | 29  |
| Dennis Olson   | Troy       | 60 | 31 | 39 | 70  | 76  |
| Steve Gaber    | Troy       | 59 | 33 | 36 | 69  | 52  |

## Séries éliminatoires
Les séries éliminatoires se déroule du 15 au 29 mars. Les vainqueurs des demi-finales s'affrontent pour l'obtention de la Coupe Turner.

### Tableau
|  | Demi-finales              | Demi-finales              |                       |   | Finale | Finale |
|  | Demi-finales              | Demi-finales              |                       |   | Finale | Finale |
|  |                           |                           |                       |   |        |        |
|  |                           |                           |                       |   |        |        |
|  |                           |                           |                       |   |        |        |
|  | Mohawks de Cincinnati     | 3                         |                       |   |        |        |
|  | Mohawks de Cincinnati     | 3                         |                       |   |        |        |
|  | Komets de Fort Wayne      | 1                         |                       |   |        |        |
|  | Komets de Fort Wayne      | 1                         | Mohawks de Cincinnati | 4 |        |        |
|  |                           |                           | Mohawks de Cincinnati | 4 |        |        |
|  |                           | Mercurys de Toledo-Marion | 0                     |   |        |        |
|  | Bruins de Troy            | Mercurys de Toledo-Marion | 0                     | 2 |        |        |
|  | Bruins de Troy            |                           |                       | 2 |        |        |
|  | Mercurys de Toledo-Marion | 3                         |                       |   |        |        |
|  | Mercurys de Toledo-Marion | 3                         |                       |   |        |        |

### Demi-finales
Pour les demi-finales, l'équipe ayant terminé au premier rang lors de la saison régulière, les Mohawks de Cincinnati, affrontent l'équipe ayant terminé troisième, les Komets de Fort Wayne, puis celle ayant fini deuxième, les Bruins de Troy, font face à l'équipe ayant pris la quatrième place, les Mercurys de Toledo-Marion. Pour remporter les demi-finales, les équipes doivent obtenir trois victoires.
| Date    | Équipe à domicile     | Score | Équipe visiteuse      |
| ------- | --------------------- | ----- | --------------------- |
| 15 mars | Mohawks de Cincinnati | 1-2   | Komets de Fort Wayne  |
| 18 mars | Komets de Fort Wayne  | 1-4   | Mohawks de Cincinnati |
| 20 mars | Mohawks de Cincinnati | 5-1   | Komets de Fort Wayne  |
| 21 mars | Komets de Fort Wayne  | 2-4   | Mohawks de Cincinnati |

Les Mohawks de Cincinnati remportent la série 3 victoires à 1.
| Date    | Équipe à domicile         | Score   | Équipe visiteuse          |
| ------- | ------------------------- | ------- | ------------------------- |
| 15 mars | Bruins de Troy            | 1-2     | Mercurys de Toledo-Marion |
| 17 mars | Mercurys de Toledo-Marion | 1-2 (P) | Bruins de Troy            |
| 18 mars | Bruins de Troy            | 2-1 (P) | Mercurys de Toledo-Marion |
| 20 mars | Bruins de Troy            | 3-2     | Bruins de Troy            |
| 22 mars | Bruins de Troy            | 2-3     | Mercurys de Toledo-Marion |

Les Mercurys de Toledo-Marion remportent la série 3 victoires à 2.

### Finale
La finale oppose les vainqueurs de leur série respectives, les Mohawks de Cincinnati et les Mercurys de Toledo-Marion. Pour remporter la finale les équipes doivent obtenir quatre victoires.
| Date    | Équipe à domicile         | Score   | Équipe visiteuse          |
| ------- | ------------------------- | ------- | ------------------------- |
| 24 mars | Mohawks de Cincinnati     | 3-0     | Mercurys de Toledo-Marion |
| 25 mars | Mohawks de Cincinnati     | 5-4 (P) | Mercurys de Toledo-Marion |
| 27 mars | Mercurys de Toledo-Marion | 1-4     | Mohawks de Cincinnati     |
| 29 mars | Mercurys de Toledo-Marion | 0-2     | Mohawks de Cincinnati     |

Les Mohawks de Cincinnati remportent la série 4 victoires à 0.

### Effectifs de l'équipe championne
Voici l'effectif des Mohawks de Cincinnati, champion de la Coupe Turner 1956:
- Entraineur : Roland McLenahan.
- Joueurs : Jacques Marcotte, Lou Marcon, Neil Burke, Moe Mantha, Billy Kurtz, Butch MacKay, Roland McLenahan, Warren Hynes, Bun Smith, Reg Grigg, Gary Edmundson, Billy Goold et Max Mekilok.

## Trophées remis
| Trophée               | Description                       | Vainqueur             |
| --------------------- | --------------------------------- | --------------------- |
| Coupe Turner          | Champion des séries éliminatoires | Mohawks de Cincinnati |
| Trophée Fred-A.-Huber | Champion de la saison régulière   | Mohawks de Cincinnati |

| Trophée                     | Description                                         | Vainqueur                                |
| --------------------------- | --------------------------------------------------- | ---------------------------------------- |
| Trophée George-H.-Wilkinson | Meilleur pointeur                                   | Max Mekilok des Mohawks de Cincinnati    |
| Trophée James-Gatschene     | Joueur MVP                                          | George Hayes des Rockets de Grand Rapids |
| Trophée James-Norris        | Gardien avec la plus faible moyenne de buts alloués | Bill Tibbs des Bruins de Troy            |